# Selkie
Pour l'album de bande dessinée, voir La Selkie.

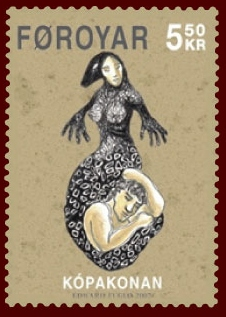
Representation sur un timbre des îles Féroé

Les selkies sont des créatures imaginaires issues principalement du folklore des Shetland. Elles y sont décrites comme de superbes jeunes filles (ou assez exceptionnellement comme de beaux jeunes hommes) qui revêtent une peau de phoque, dans le but de se changer en cet animal marin et de plonger dans la mer.
Une fois sortie de l'eau, ce qu'elle fait toujours la nuit, parfois le jour en de rares occasions et le plus souvent durant celle de la Saint-Jean, la selkie quitte sa peau et danse à la lueur de la Lune.
Si un homme découvre alors son accessoire ensorcelé et le dérobe, la selkie devra lui obéir tant qu'elle ne l'aura pas retrouvé. Dans cette situation, il arrive parfois que la femme-phoque et l'homme qui la tient sous sa coupe finissent par s'attacher l'un à l'autre, se marient et aient des enfants. Cependant, si la peau n'est pas détruite par le feu et que la selkie la retrouve, elle plongera dans les profondeurs de l'océan pour ne jamais revenir, laissant mari et enfants, tout comme certaines sortes de sirènes. Elles sont parfois chargées de protéger les sirènes qui ont 16 ans, l'âge normal pour la transformation. Elles sont chargées de leur apprendre la vie sous-marine et de les montrer à leurs clans.
Dans certaines légendes, les selkies aident les sirènes contre leurs ennemis.

## Des exemples de selkies
- Dans la chanson "Broken Mast Bay" de Sail North, qui raconte l'histoire d'un marin et d'une Selkie qui lui offre un collier en perle pour qu'il ne soit plus jamais seul.
- Le Dernier Oracle, première livre de la saga « La Selkie » de l'autrice auto-éditée Megära Nolhan.
- Le livre The Selkie de Melanie Jackson traite de la romance entre une jeune américaine et un prince selkie dont elle a volé la peau.
- Dans le recueil Amours d'enfer, Melissa Marr raconte l'histoire d'une jeune fille et d'un selkie lors d'une nouvelle : « Coup de foudre ».
- Dans Le Secret de Roan Inish, le secret de famille est lié à une selkie.
- Dans le film Ondine, Syracuse (Colin Farrell) trouve dans son filet de pêche une selkie qui se nomme Ondine (Alicja Bachleda-Curus).
- Dans son roman Agharta - Le temps des Selkies (Éditions Asgard, 2013), Arnauld Pontier évoque l'hypothèse de l'origine martienne de ces êtres amphibies qui disposent, dans cette œuvre, d'incroyables facultés mentales et temporelles.
- Dans la série Lost Girl (saison 2, épisode 7), le personnage principal rend à un groupe de selkies les peaux qui leur ont été volées, leur permettant ainsi de recouvrer leur liberté.
- Dans la série La Cabane magique, une selkie est l'amie des personnages principaux.
- Le livre L'île de Nera d'Elizabeth George aborde le sujet lors d'une intrigue concernant un phoque noire.
- Dans La Révolte des Peuples de l'Eau d'Hélène Gloria, les selkies sont les esclaves des Atlantes.
- Le livre Sealskin (« Peau de phoque », Exeter Novel Prize 2013), de Su Bristow, raconte l'histoire d'un jeune pêcheur écossais épris de la selkie Mairhi.
- Dans le film d'animation Le Chant de la mer (2014), l'héroïne et sa mère sont des selkies.
- Dans le livre Tempête naissante de Tracy Deeps (2014), une sirène est aidée par un selkie (la suite dans le livre Tempête déchaînée de Tracy Deeps).
- Dans le livre La déferlante de Michael Buckley (2016), l'une des castes du peuple des Alphas est Selkie.
- Dans la série d'animation Winx Club (saison 5), les Winx rencontrent les selkies, créatures magiques et gardiennes des portails de l'Océan Infini.
- Dans la chanson Selkie-Boy de l'album The Lost Words: Spell Songs, interprétée par Julie Fowlis
- Dans la série de BD Thorgal le tome 38 nommé « la Selkie » évoque une histoire autour la malédiction de Kopakonan, malédiction d’une selkie.
- La chanson The Maiden and the Selkie (2009) d'Heather Dale raconte l'amour entre un selkie et la fille d'un pêcheur. Leur mariage est compromis, car le selkie ne peut vivre en dehors de la mer plus de 24 heures, mais ils finiront par trouver une peau de phoque permettant à la femme de devenir elle-même une selkie et ainsi rejoindre son amant en mer.
- Dans la chanson Selkie du groupe de gothic metal Blackbriar est racontée une histoire d'amour entre un homme et une selkie.
- Un des personnages principaux de la saga de La Dernière Geste de Morgan of Glencoe est une selkie.
- Dans un des épisodes de la série Désenchantée, le roi Zøg rencontre Ursula, une selkie qui se transforme d'ourse en humaine.

- Dans le livre "Femmes qui courent avec les loups" de Clarissa Pinkola Estés, Histoires et mythes de l'archétype de la Femme sauvage, page 353, "Peau de phoque, peau d'Âme".